# Антті Аалто
Антті Аалто (фін. Antti Aalto; 4 березня 1975, м. Лаппеенранта, Фінляндія) — фінський хокеїст, центральний нападник. 
Вихованець хокейної школи СайПа (Лаппеенранта). Виступав за СайПа (Лаппеенранта), ТПС (Турку), «Кієкко-67», «Анагайм Дакс», «Цинциннаті Майті-Дакс» (АХЛ), «Йокеріт» (Гельсінкі). 
В чемпіонатах НХЛ — 151 матч (11+17), у турнірах Кубка Стенлі — 4 матчів (0+0). В чемпіонатах Фінляндії — 345 матчів (87+134), у плей-оф — 72 матчі (14+31).
У складі національної збірної Фінляндії учасник зимових Олімпійських ігор 2002 (4 матчі, 0+0), учасник чемпіонатів світу 1997, 2000 і 2002 (22 матчі, 3+0). У складі молодіжної збірної Фінляндії учасник чемпіонатів світу 1994 і 1995. У складі юніорської збірної Фінляндії учасник чемпіонатів Європи 1992 і 1993.
Досягнення
- Бронзовий призер чемпіонату світу (2000)
- Чемпіон Фінляндії (1993, 1995, 2002), срібний призер (1994, 1997, 2004)
- Володар Кубка європейських чемпіонів (1994)
- Володар Континентального кубка (2003).